# The Romance of Helen Trent
The Romance of Helen Trent – amerykańska radiowa opera mydlana, nadawana przez CBS od 1933 do 1960 roku. Wyemitowano 7222 15-minutowe odcinki. Żadna inna radiowa opera mydlana w USA nie doczekała się tylu epizodów.
Program został stworzony przez Franka i Anne Hummertów. Opowiadał on o 35-letniej projektantce sukienek o imieniu Helen, o jej życiu i miłościach. Mimo wieloletniej emisji jej wiek nigdy nie uległ zmianie (zawsze było mówione, że ma 35 lat). W całej historii opery mydlanej Helen była grana przez łącznie trzy aktorki (Virginia Clark, Betty Ruth Smith i Julie Stevens).